# Capitano Eddie
Capitano Eddie (Captain Eddie) è un film del 1945 diretto da Lloyd Bacon.
Nel 1946 fu candidato al premio Oscar per i migliori effetti speciali.

## Trama
Il Capitano Edward Rickenbacker è naufragato con i suoi soldati nel corso della seconda guerra mondiale. Per tenere alto il loro morale gli racconta della propria vita, da soldato nel primo conflitto a venditore di auto, da pilota di linea agli albori dell'aviazione privata fino a soldato nella seconda guerra.